# Русский язык в научном освещении
«Ру́сский язы́к в нау́чном освеще́нии» (англ. Russian Language and Linguistic Theory) — международный научный журнал по русистике, издаваемый Институтом русского языка имени В. В. Виноградова РАН. Входит в список ВАК, индексируется в РИНЦ, Russian Science Citation Index на платформе WoS, MLA Periodicals Database и Slavic Humanities Index. По результатам общественной экспертизы российских научных журналов, проводимой eLibrary.ru/РИНЦ, в 2008—2021 годах занимает второе место среди российских журналов по лингвистике (после «Вопросов языкознания»).

## Описание
Выходит два раза в год. Журнал открытого доступа, все материалы публикуются под лицензией CC BY-NC-ND 4.0. Принимаются статьи на русском, английском и немецком языках.
Основан в 2001 году, с момента основания главный редактор — академик А. М. Молдован, ответственный секретарь в 2001—2003 годах — доктор филологических наук В. В. Калугин, с 2003 года — член-корреспондент РАН А. А. Пичхадзе. В редколлегию входят академики А. А. Гиппиус, В. А. Плунгян, С. М. Толстая; член-корреспондент РАН А. Д. Шмелёв; доктора филологических наук А. А. Алексеев, И. М. Богуславский, Ж. Ж. Варбот, Д. О. Добровольский, А. Ф. Журавлёв, Л. П. Крысин, Т. В. Рождественская, А. Я. Шайкевич; кандидаты филологических наук И. Б. Иткин и Д. В. Сичинава; иностранные учёные Х. Андерсен (США), А. Богуславский (Польша), Д. Вайс (Швейцария), Р. фон Вальденфельс (Швейцария), А. Вежбицкая (Австралия), М. Ди Сальво (Италия), Х. Кайперт (Германия), Э. Кленин (США), Х.-Р. Мелиг (Германия), И. А. Мельчук (Канада), Н. Б. Мечковская (Белоруссия), А.Тимберлейк (США), Х. Томмола (Финляндия), М. Флайер (США).